# 蓝靛厂站
蓝靛厂站是一个位于中国北京市海淀区曙光街道远大路、蓝靛厂西路及远大西路交叉口，属于北京地铁12号线的地铁车站。该站原名远大路站，根据2023年7月21日北京市规划和自然资源委员会的公示预案更名为蓝靛厂站，2024年1月3日正式定名为蓝靛厂站。本站于2024年12月15日随12号线一期开通运营。

## 车站结构

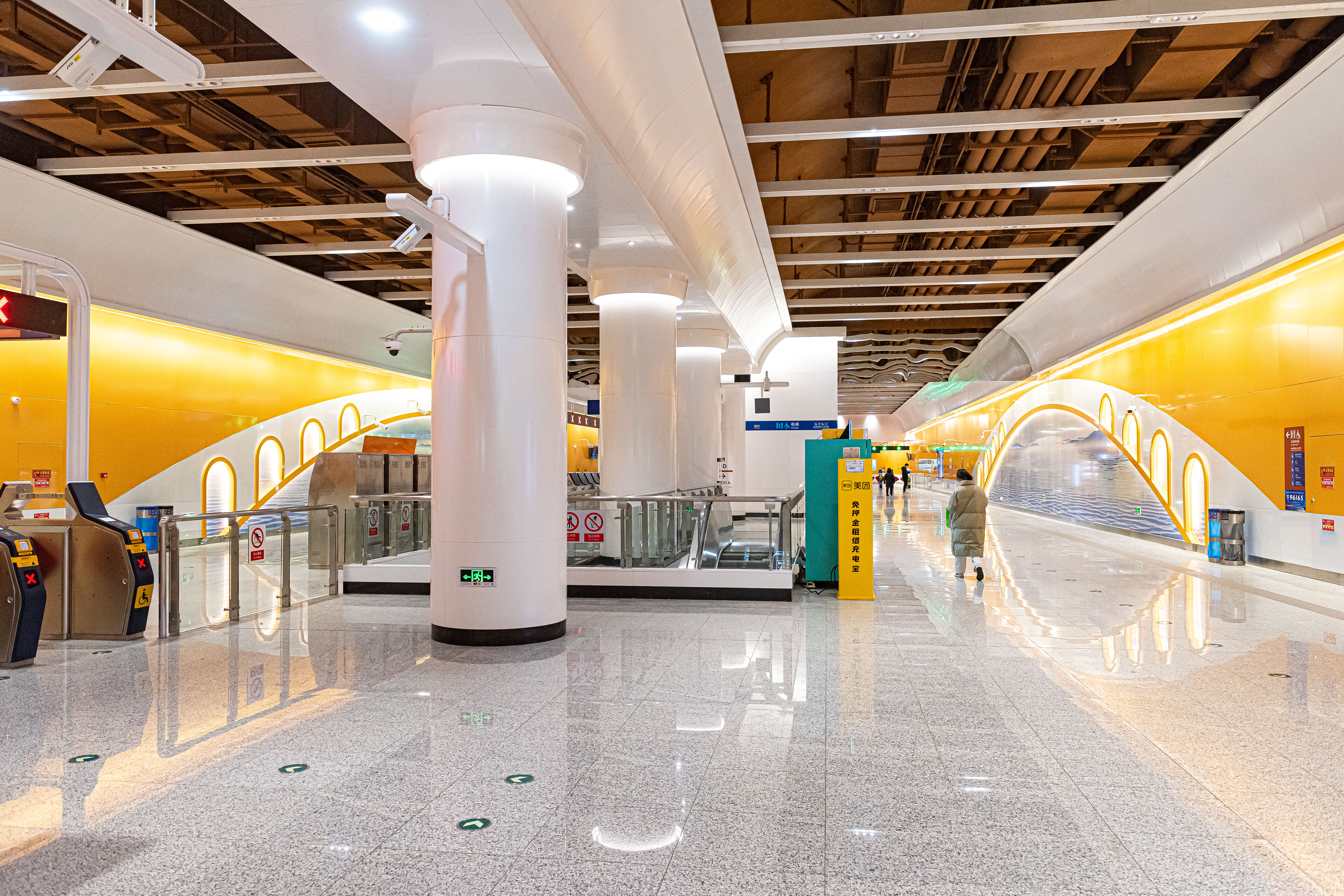
站厅

| 地面 |                    | 出入口                                          |  |  |
| M层  | 夹层               | 出入口夹层，B口往世纪金源购物中心通道（未开放） |  |  |
| B1层 | 站厅               | 客服中心、自动售票机、进出站闸机                |  |  |
| B2层 |                    | █ 12号线 往四季青桥（四季青桥）                 |  |  |
|      | 岛式站台，左侧开门 |                                                 |  |  |
|      |                    | █ 12号线 往东坝北（长春桥）                     |  |  |

## 出入口

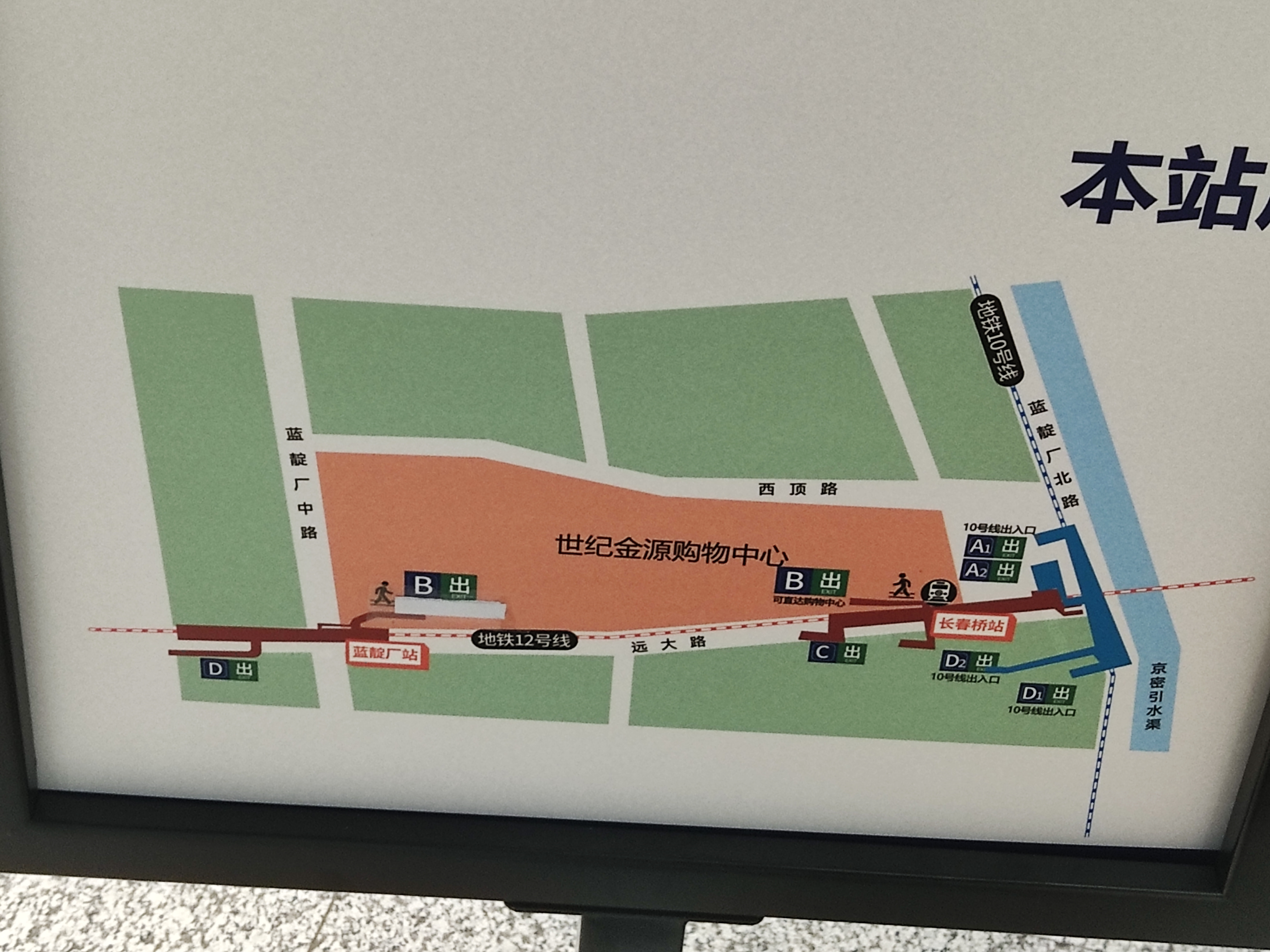
长春桥站站内展示的示意图，显示了蓝靛厂站B口（暂未开放）、长春桥站B口均有通往世纪金源购物中心地下一层的通道

蓝靛厂站设有2个出入口：B（东北口）和D（西南口），其中B口设有直梯。
B口通道内亦设有通往世纪金源购物中心的出入口，但因该购物中心西区即将于2025年春启动改造，此地下出入口并未随本站一同开放。
|                       |        |                  |      |            |
| 编号                  | 指示   | 建议前往的目的地 | 图片 | 无障碍设施 |
| 出口 · B · 升降机标志 | 远大路 |                  |      |            |
| 出口 · D              | 远大路 |                  |      |            |
| 註： 設有             |        |                  |      |            |